# Aegialitis
Aegialitis é um género botânico pertencente à família Plumbaginaceae.

## Espécies
Apresenta três espécies:
- Aegialitis annulata
- Aegialitis rotundifolia
- Aegialitis tenuis